# Ballota macrodonta
Ballota macrodonta là một loài thực vật có hoa trong họ Hoa môi. Loài này được Boiss. & Balansa mô tả khoa học đầu tiên năm 1859.